# La Dresseuse
 Pour plus de détails, voir Fiche technique et Distribution
La Dresseuse est un film pornographique français réalisé par Alain Payet sorti en DVD en 1999.

## Synopsis
Une journaliste réalise un reportage sur le monde fabuleux du cirque. Elle rencontre sous le chapiteau une femme belle et étrange qui ne dresse pas que les animaux mais effectue aussi un dressage très particulier sur les femmes afin de satisfaire leurs fantasmes. Subjuguée, la journaliste entre dans cet univers raffiné et sulfureux.

## Fiche technique
- Titre : la Dresseuse
- Réalisateur : Alain Payet
- Éditeur : Blue One
- Durée : 100 min
- Date de sortie : 1999
- Pays :  France
- Genre : pornographie

## Distribution
- Zara Whites : la dresseuse
- Lea Martini : la journaliste
- Fovéa : la bourgeoise rousse
- Dru Berrymore : la femme léopard
- Océane : la veuve
- Daniella Rush : la femme cheval
- Bruno SX : le marié
- Philippe Dean : un loubard
- Dorn Reinhard : le clown blanc